# Convenció Marc sobre el Canvi Climàtic
La Convenció Marc sobre el Canvi Climàtic o Convenció Marc de les Nacions Unides sobre el Canvi Climàtic, també denominada per les sigles CMNUCC (en anglès: United Nations Framework Convention on Climate Change, UNFCCC o FCCC), és un tractat internacional sobre medi ambient que es va produir a la Conferència de les Nacions Unides sobre Medi Ambient i Desenvolupament (UNCED), informalment coneguda com a Cimera de Rio, mantinguda a Rio de Janeiro del 3 al 14 de juny de 1992. L'objectiu del tractat és el d'estabilitzar les concentracions de gasos amb efecte d'hivernacle a l'atmosfera a un nivell que puguin prevenir interferències perilloses antropogèniques amb el sistema climàtic.
El tractat no estableix límits obligatoris en les emissions de gasos amb efecte hivernacle per a cada país i no conté mecanismes d'aplicació, per tant legalment és considerat com un tractat no vinculant. En lloc d'això el tractat conté uns "protocols" el principal dels quals és el Protocol de Kyoto, que ha passat a ser més conegut que el mateix tractat UNFCCC d'on prové.
Aquest tractat va entrar en vigor el 21 de març de 1994. A desembre de 2009 s'havien adherit al UNFCCC 192 estats.

## Membres del tractat UNFCCC
| Membres de UNFCCC | Observadors de UNFCCC   |
| --- | ----------------------- |
| 1. Afganistan 2. Albània 3. Algèria 4. Angola 5. Antigua i Barbuda 6. Argentina 7. Armènia 8. Austràlia 9. Àustria 10. Azerbaidjan 11. Bahames 12. Bahrain 13. Bangladesh 14. Barbados 15. Belarus 16. Bèlgica 17. Belize 18. Benín 19. Bhutan 20. Bolívia 21. Bòsnia i Hercegovina 22. Botswana 23. Brasil 24. Brunei 25. Bulgària 26. Burkina Faso 27. Myanmar 28. Burundi 29. Cambodja 30. Camerun 31. Canadà 32. Cap Verd 33. República Centreafricana 34. Txad 35. Xile 36. Xina 37. Colòmbia 38. Comores 39. República Democràtica del Congo 40. República del Congo 41. Illes Cook 42. Costa Rica 43. Costa d'Ivori 44. Croàcia 45. Cuba 46. Xipre 47. Txèquia 48. Dinamarca 49. Djibouti 50. Dominica 51. República Dominicana 52. Equador 53. Egipte 54. El Salvador 55. Guinea Equatorial 56. Eritrea 57. Estònia 58. Etiòpia 59. Unió Europea 60. Fiji 61. Finlàndia 62. França 63. Gabon 64. Gàmbia 65. Geòrgia 66. Alemanya 67. Ghana 68. Grècia 69. Grenada 70. Guatemala 71. Guinea 72. Guinea Bissau 73. Guyana 74. Haití 75. Hondures 76. Hongria 77. Islàndia 78. Índia 79. Indonèsia 80. Iran 81. Iraq 82. Irlanda 83. Israel 84. Itàlia 85. Jamaica 86. Japó 87. Jordània 88. Kazakhstan 89. Kenya 90. Kiribati 91. Corea del Nord 92. Corea del Sud 93. Kuwait 94. Plantilla:Country data Kirguizstan 95. Laos 96. Letònia 97. Líban 98. Lesotho 99. Libèria 100. Líbia 101. Liechtenstein 102. Lituània 103. Luxemburg 104. Macedònia del Nord 105. Madagascar 106. Malawi 107. Malàisia 108. Maldives 109. Mali 110. Malta 111. Illes Marshall 112. Mauritània 113. Maurici 114. Mèxic 115. Micronèsia 116. Moldàvia 117. Mònaco 118. Mongòlia 119. Montenegro 120. Marroc 121. Moçambic 122. Namibia 123. Nauru 124. Nepal 125. Països Baixos 126. Nova Zelanda 127. Nicaragua 128. Niger 129. Nigèria 130. Niue 131. Noruega 132. Oman 133. Pakistan 134. República de Palau 135. Panamà 136. Papua Nova Guinea 137. Paraguai 138. Perú 139. Filipines 140. Polònia 141. Portugal 142. Qatar 143. Romania 144. Rússia 145. Ruanda 146. Saint Kitts i Nevis 147. Saint Lucia 148. Saint Vincent i les Grenadines 149. Samoa 150. San Marino 151. São Tomé i Príncipe 152. Aràbia Saudita 153. Senegal 154. Sèrbia 155. Seychelles 156. Sierra Leone 157. Singapur 158. Eslovàquia 159. Eslovènia 160. Illes Salomó 161. Somàlia 162. Sud-àfrica 163. Espanya 164. Sri Lanka 165. Sudan 166. Surinam 167. Eswatini 168. Suècia 169. Suïssa 170. Síria 171. Tadjikistan 172. Tanzània 173. Tailàndia 174. Timor Oriental 175. Togo 176. Tonga 177. Trinitat i Tobago 178. Tunísia 179. Turquia 180. Turkmenistan 181. Tuvalu 182. Uganda 183. Ucraïna 184. Emirats Àrabs Units 185. Regne Unit 186. Estats Units 187. Uruguai 188. Uzbekistan 189. Vanuatu 190. Veneçuela 191. Vietnam 192. Iemen 193. Zàmbia 194. Zimbàbue | 1. Andorra 2. Santa Seu |